# Diocese de Menongue
A Diocese de Menongue (Diœcesis Menonguensis) é uma circunscrição eclesiástica da Igreja Católica em Angola, pertencente à Província Eclesiástica do Lubango, sendo sufragânea da arquidiocese do Lubango. A sé episcopal está na catedral de Nossa Senhora de Fátima, na cidade de Menongue, na província do Cuando-Cubango.
Foi criada no dia 10 de agosto de 1975 pela bula Qui pro supremi, pelo Papa Paulo VI, quando foi desmembrada da diocese de Sá da Bandeira. Recebeu inicialmente o nome de diocese de Serpa Pinto (diœcesis Serpapintensis). Foi primeiro bispo o senhor dom Francisco Viti.
Entre sua criação e 3 de fevereiro de 1977 foi sufragânea da arquidiocese de Luanda, quando tornou-se finalmente sufragânea e parte da província eclesiástica da arquidiocese de Lubango.
Em 16 de maio de 1979 assumiu seu nome atual, regulado pelo decreto Cum Excellentissimus, emitido pela Congregação para a Evangelização dos Povos.
Tem uma superfície de 199 049 km². Está localizada no sudeste de Angola, abarcando a totalidade da província do Cuando-Cubango. A população do território diocesano é composta por inúmeras origens étnicas, mas com uma maioria de ganguelas.

## Lista de bispos de Menongue
|                          | Nome                           | Período    | Notas                       |
| Bispos                   | Bispos                         | Bispos     | Bispos                      |
| ------------------------ | ------------------------------ | ---------- | --------------------------- |
| 4º                       | Leopoldo Ndakalako             | 2019-atual |                             |
| 3º                       | Mário Lucunde                  | 2005-2018  |                             |
| 2º                       | José de Queirós Alves, C.Ss.R. | 1986-2004  | Nomeado Arcebispo de Huambo |
| 1º                       | Francisco Viti                 | 1975-1986  | Nomeado Arcebispo de Huambo |
| Administrador Apostólico |                                |            |                             |
|                          | Pio Hipunyati                  | 2018-2019  | Bispo de Ondijiva           |